# فيلتون جارفيس
فيلتون جارفيس (بالإنجليزية: Felton Jarvis)‏ هو منتج أسطوانات ومغني ومنتج أفلام وملحن أمريكي، ولد في 16 نوفمبر 1934 في أتلانتا في الولايات المتحدة، وتوفي في 3 يناير 1981 في ناشفيل في الولايات المتحدة.

## وصلات خارجية
- فيلتون جارفيس على موقع IMDb (الإنجليزية)
- فيلتون جارفيس على موقع ميوزك برينز (الإنجليزية)
- فيلتون جارفيس على موقع ديسكوغز (الإنجليزية)